# Jens Gunter Rohwer
Jens Gunter Rohwer (n. 1958) es un botánico alemán. Estudió en la Universidad de Hamburgo.
Es coeditor con K. Kubitzki y V. Bittrich de The Families and Genera of Vascular Plants. v.2. Berlin, Springer-Verlag
Tropical Plants of the World (Gebundene Ausgabe)

## Otras publicaciones
- klaus Kubitzki, jens g. Rohwer, volker Bittrich. 1993. Flowering plants, dicotyledons: magnoliid, hamamelid, and caryophyllid families. Vol. 2 de Springer Proc. in Physics. Edición ilustrada de Springer-Verlag, 653 pp. ISBN 0387555099

- La abreviatura «Rohwer» se emplea para indicar a Jens Gunter Rohwer como autoridad en la descripción y clasificación científica de los vegetales.[1]